# Urgleptes maculatus
Urgleptes maculatus es una especie de escarabajo longicornio del género Urgleptes, tribu Acanthocinini, subfamilia Lamiinae. Fue descrita científicamente por Gilmour en 1962.

## Descripción
Mide 4,4 milímetros de longitud.

## Distribución
Se distribuye por Brasil.